# Miksotrofizm

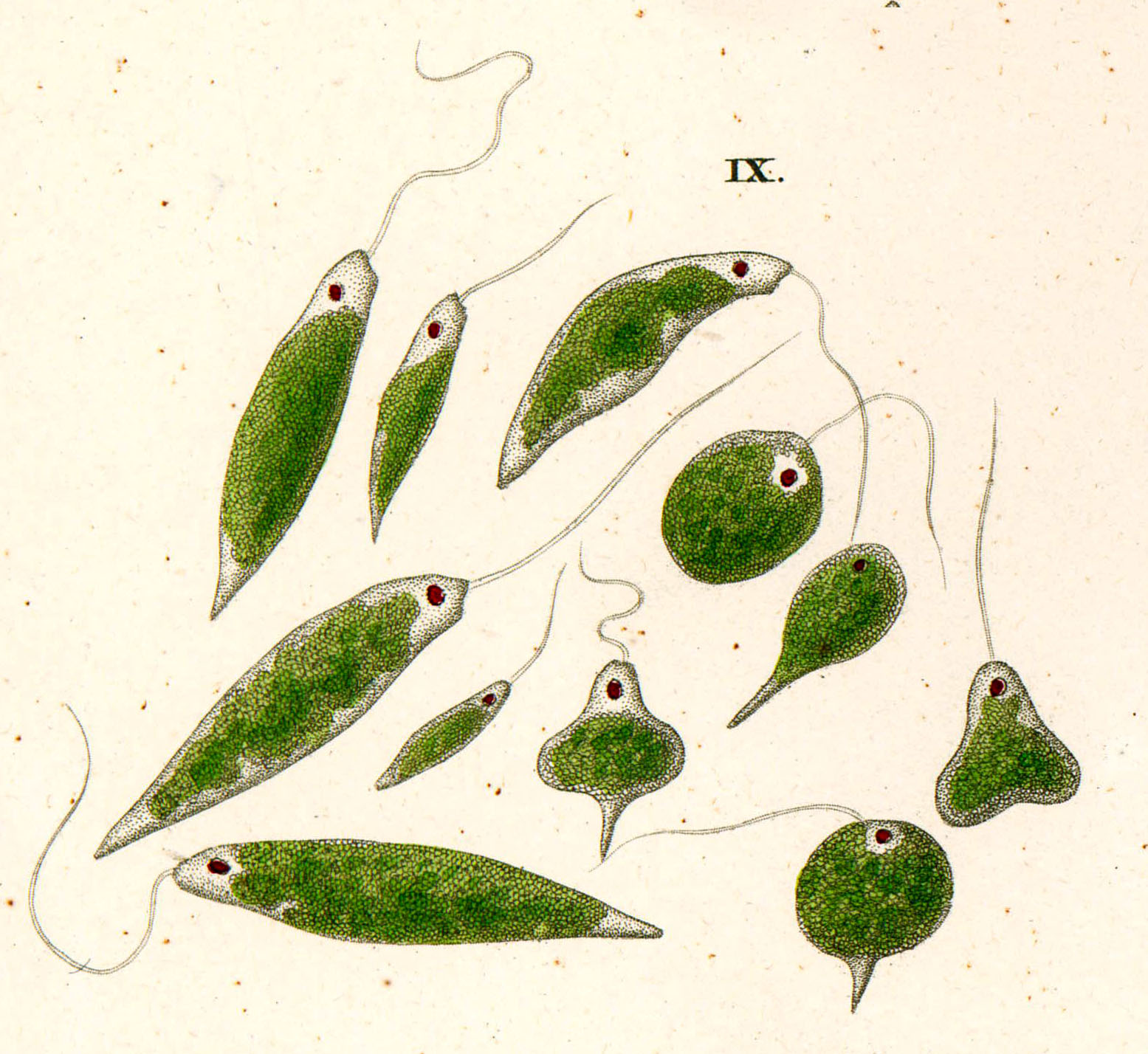
Euglena zielona – przykład miksotrofa

Miksotrofizm, zmiennożywność (łac. miscere ‘mieszać’, gr. trophé ‘pożywienie’) – zdolność niektórych organizmów do odżywiania autotroficznego albo heterotroficznego, w zależności od warunków środowiska. Przykładem mogą być autotroficzne Euglenozoa, które przy niedoborze światła słonecznego (a co za tym idzie, przy niemożności przeprowadzania fotosyntezy) zaczynają odżywiać się martwą materią organiczną.